# Симпсон, Шон
Шон Рональд Си́мпсон (англ. Sean Ronald Simpson; род. 4 мая 1960, Эссекс, Великобритания) — британский и канадский хоккеист, игрок в лякросс, после завершения игровой карьеры работающий хоккейным тренером. С 20 октября 2019 года до весны 2020 года работал советником главного тренера Кристиана Дюбе во «Фрибур-Готтероне». В сентябре 2020 года подписал двухлетний контракт со сборной Венгрии.
Родился в Эссексе в семье валлийца и англичанки, переехал в Канаду в детстве.

## Достижения
- Обладатель Уильям Хэнли Трофи: 1979, 1980
- Вошёл в первую сборную всех звёзд QMJHL: 1979/1980
- Вошёл в третью сборную всех звёзд QMJHL: 1978/1979
- Обладатель Кубка Колдера: 1982 («Нью-Брансуик Хокс»)
- Лучший бомбардир чемпионата Нидерландов: 1983/1984 («Тилбург Трепперс»)
- Чемпион Нидерландов в качестве игрока (1989, в составе клуба Rotterdam Panda's).
- Чемпион Швейцарии в качестве главного тренера (1998, клуб «Цуг»).
- Чемпион Швейцарии среди молодёжи в качестве главного тренера (1994, «Цуг»).
- Чемпион Германии в качестве главного тренера (2000, клуб «Мюнхен Баронс»).
- Член Зала спортивной славы Брамптона (2001)
- Победитель Лиги чемпионов в качестве главного тренера (2009, клуб «Цюрих»).
- Серебряная медаль чемпионата мира в качестве главного тренера (2013, сборная Швейцарии).